# EC Santo André
EC Santo André is een Braziliaanse voetbalclub uit de stad Santo André in de staat São Paulo.

## Geschiedenis
De club werd opgericht in 1967 als Santo André FC. In 1975 werd de huidige naam aangenomen. 
De club won de Copa do Brasil in 2004 en kwam ook uit in het toernooi om de Copa Libertadores. In 2008 werd de club tweede in de Campeonato Brasileiro Série B en promoveerde naar de Campeonato Brasileiro Série A. De club werd daar achttiende en degradeerde, het volgende seizoen volgde zelfs een tweede degradatie op rij. In 2011 kon de club degradatie uit de Série C net vermijden, maar degradeerde wel uit de hoogste klasse van het staatskampioenschap. In 2012 volgde dan ook degradatie uit de Série C. In 2017 promoveerde de club weer, maar kon het slechts twee seizoenen uitzingen alvorens opnieuw te degraderen. In 2019 werd de club kampioen in de Série A2 en speelde tot 2024 in de hoogste klasse.